# Portorož

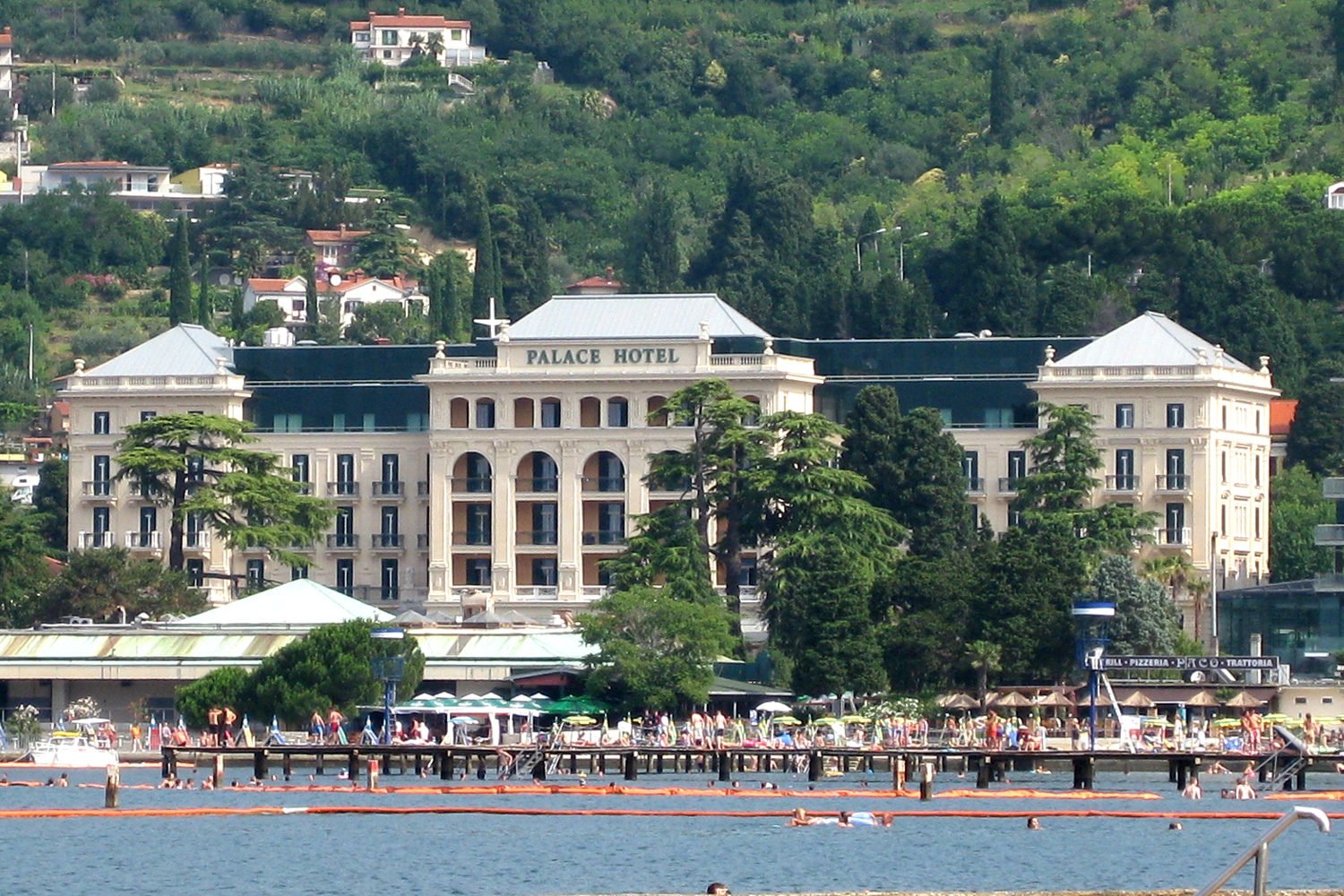
L'hôtel Palace.

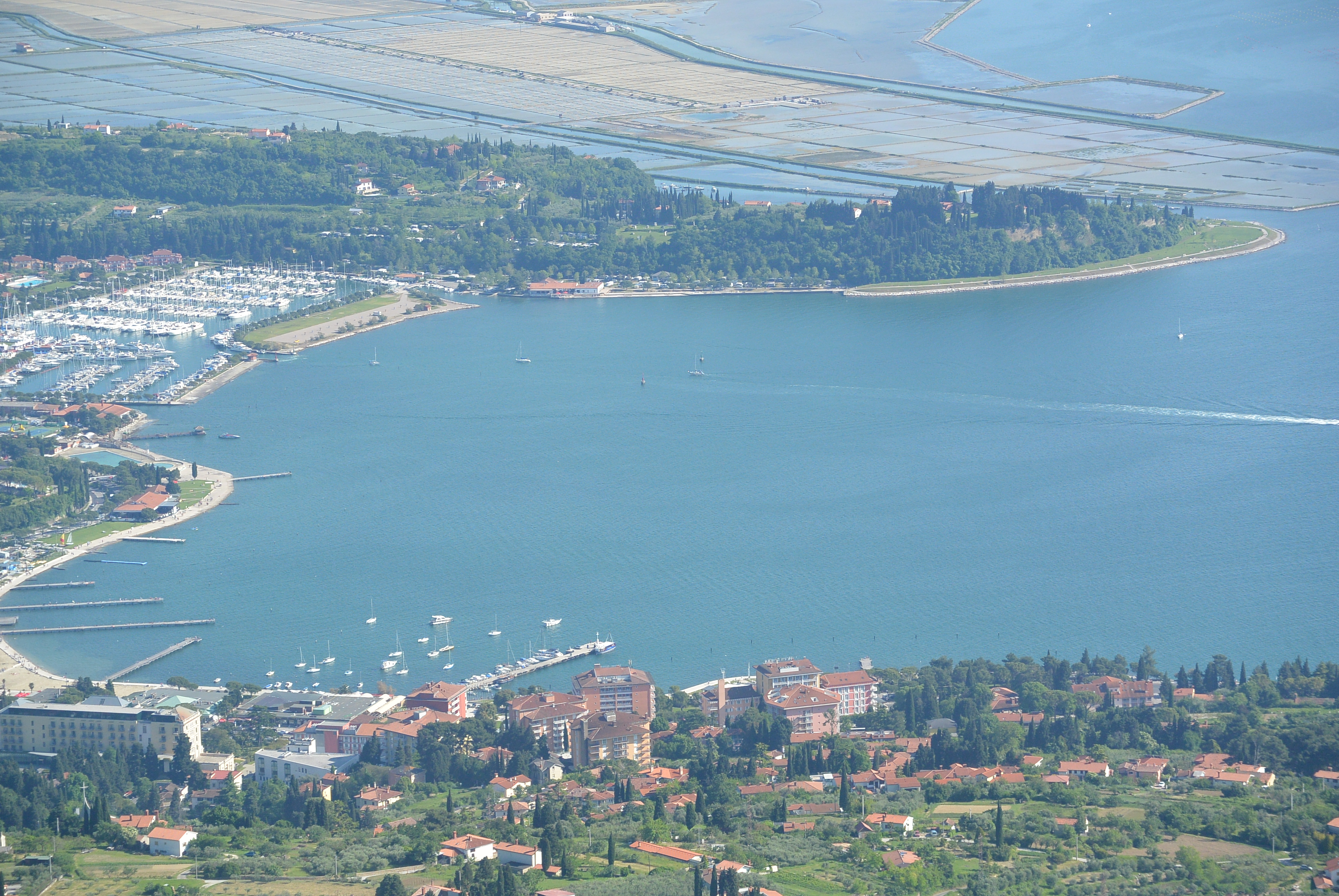
La baie.

Portorož (/pɔɾtɔˈɾoːʃ/ ; en italien : Portorose, le « Port aux roses ») est une station balnéaire slovène célèbre pour ses plages, ses restaurants, ses discothèques et son casino. Elle fait partie de la commune de Piran. Certains la surnomment « Port aux bétons » tant sa digue sur la riviera slovène est bétonnée[réf. souhaitée].
Cette ville a été le théâtre de deux importants tournois d'échecs à la fin des années 1950. Lors du recensement de 2002, la population était de 2 849 habitants.
La station est desservie par l'aéroport de Portorož, le troisième aéroport du pays.

## Histoire
Un village est mentionné pour la première fois au fond de cette baie abritée au cours du XIIIe siècle. Ce n'est qu'à la fin du XIXe siècle que Portorož commence à attirer les premiers touristes qui viennent alors bénéficier de traitements pour la peau avec la boue des salines voisines. En 1912, le luxueux hôtel Palace est édifié. Au cours des années 1960 et 1970, le village se tourne vers le tourisme de masse et des dizaines d'immeubles d'appartements et d'hôtels sortent de terre, donnant à Portorož sa physionomie actuelle.

## Climat
Portorož jouit d'un climat subtropical humide (Cfa selon la classification de Köppen) avec des hivers doux et des étés chauds. La température moyenne en janvier est de 4,1 °C tandis que les températures estivales (en juillet) sont comprises entre 16,5 °C et 28,4 °C. Sa position côtière se traduit par des températures qui n'excèdent que rarement −10 °C et 35 °C. La moyenne des précipitations annuelles est 931,2 mm. Les pluies sont régulièrement espacées jusqu'au mois de septembre et le pic pluvieux est ordinairement atteint au mois d'octobre. Portorož compte 2 334 heures d'ensoleillement par an en moyenne.
| Mois                              | jan. | fév. | mars | avril | mai  | juin | jui. | août | sep.  | oct.  | nov. | déc. | année |
| --------------------------------- | ---- | ---- | ---- | ----- | ---- | ---- | ---- | ---- | ----- | ----- | ---- | ---- | ----- |
| Température minimale moyenne (°C) | 0,6  | 0,4  | 3,1  | 6,9   | 11   | 14,5 | 16,5 | 16,3 | 13    | 9,7   | 4,7  | 1,4  | 8,2   |
| Température moyenne (°C)          | 4,5  | 5,1  | 8,2  | 12,3  | 17,1 | 21   | 23   | 22,3 | 18,2  | 14    | 9,7  | 5,9  | 13,5  |
| Température maximale moyenne (°C) | 8,6  | 9,7  | 13,1 | 16,8  | 21,8 | 25,5 | 28,4 | 28,2 | 23,9  | 19    | 13,2 | 9,7  | 18,5  |
| Ensoleillement (h)                | 101  | 132  | 172  | 195   | 255  | 273  | 315  | 297  | 223   | 167   | 110  | 94   | 2 334 |
| Précipitations (mm)               | 56,3 | 47,1 | 61,3 | 65,3  | 68,8 | 85,8 | 57,6 | 78,1 | 123,8 | 120,5 | 91,3 | 75,3 | 931,2 |

## Sport
Tous les ans depuis 2005, la ville accueille le Tournoi de tennis de Slovénie, tournoi du circuit WTA.

## Arts
La ville accueille depuis 1961 une biennale d'art contemporain, le symposium international de sculptures Forma viva, où des artistes viennent créer une œuvre devant le public. Les œuvres créées ont été regroupées dans un parc de sculptures dans le hameau de Seča, d'accès libre.
Chaque année, Portorož accueille le Festival du film slovène.

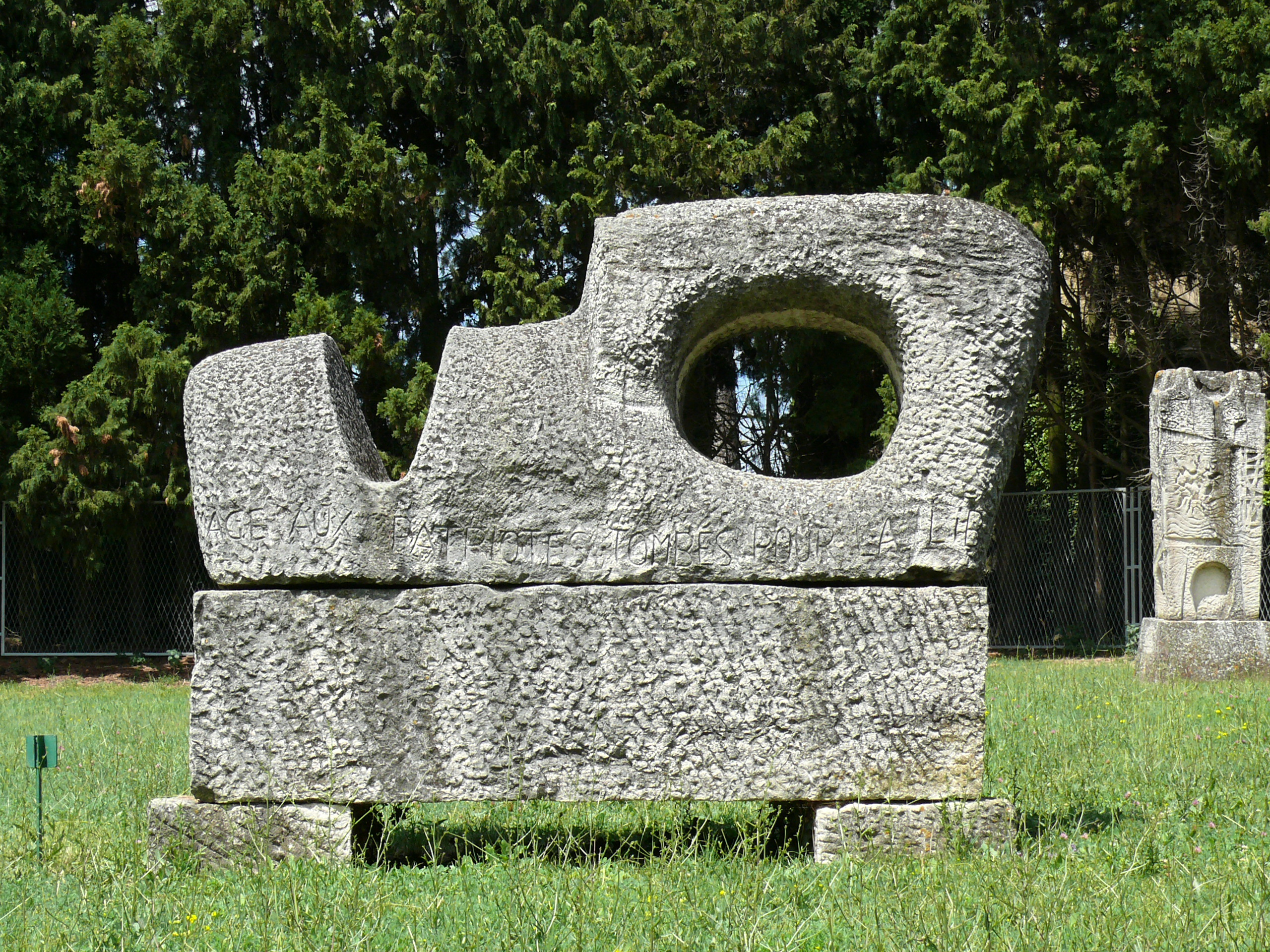
Achiam : Hommage aux patriotes tombés pour la liberté (1963)

## Vues

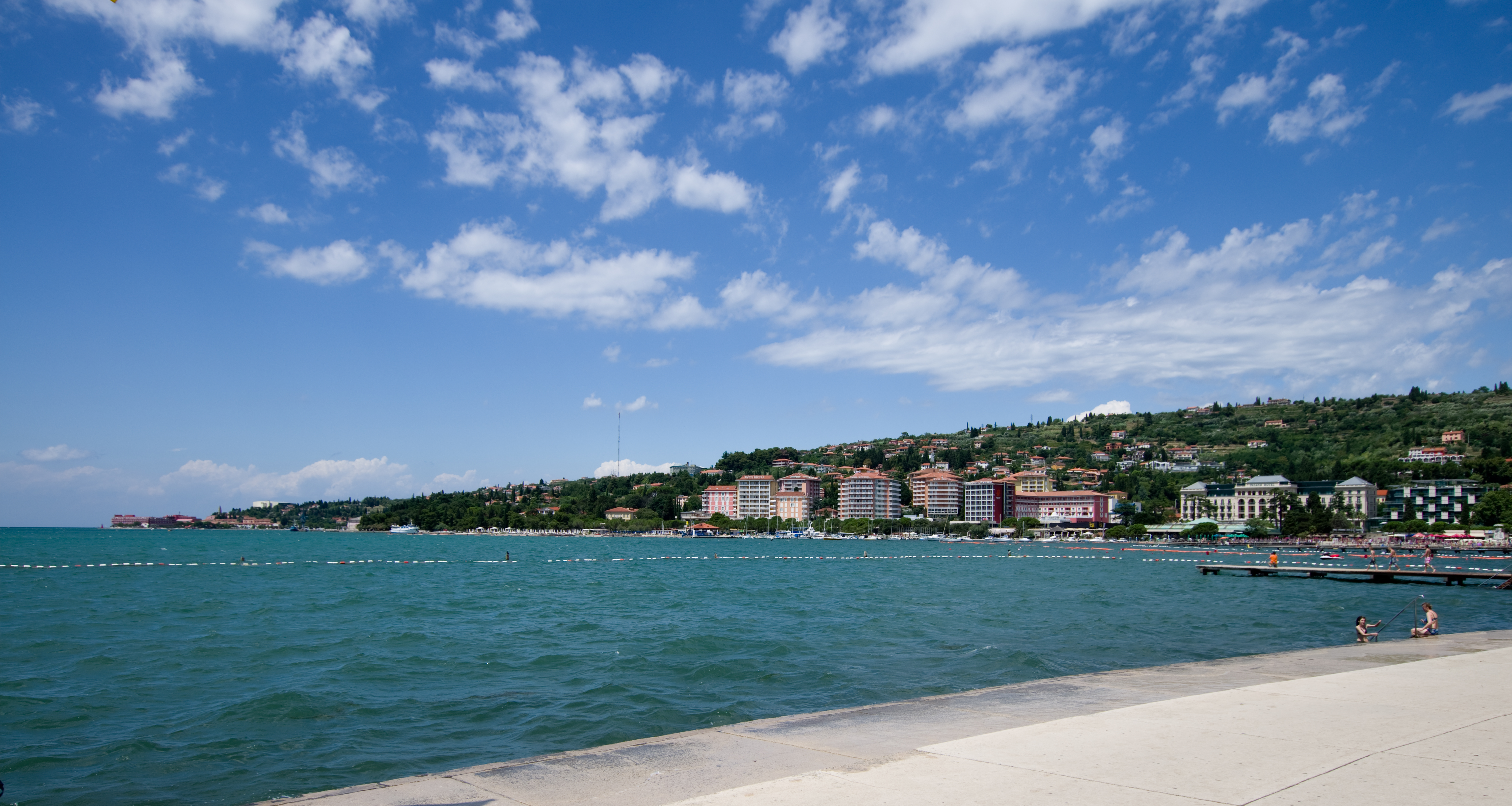
Front de mer
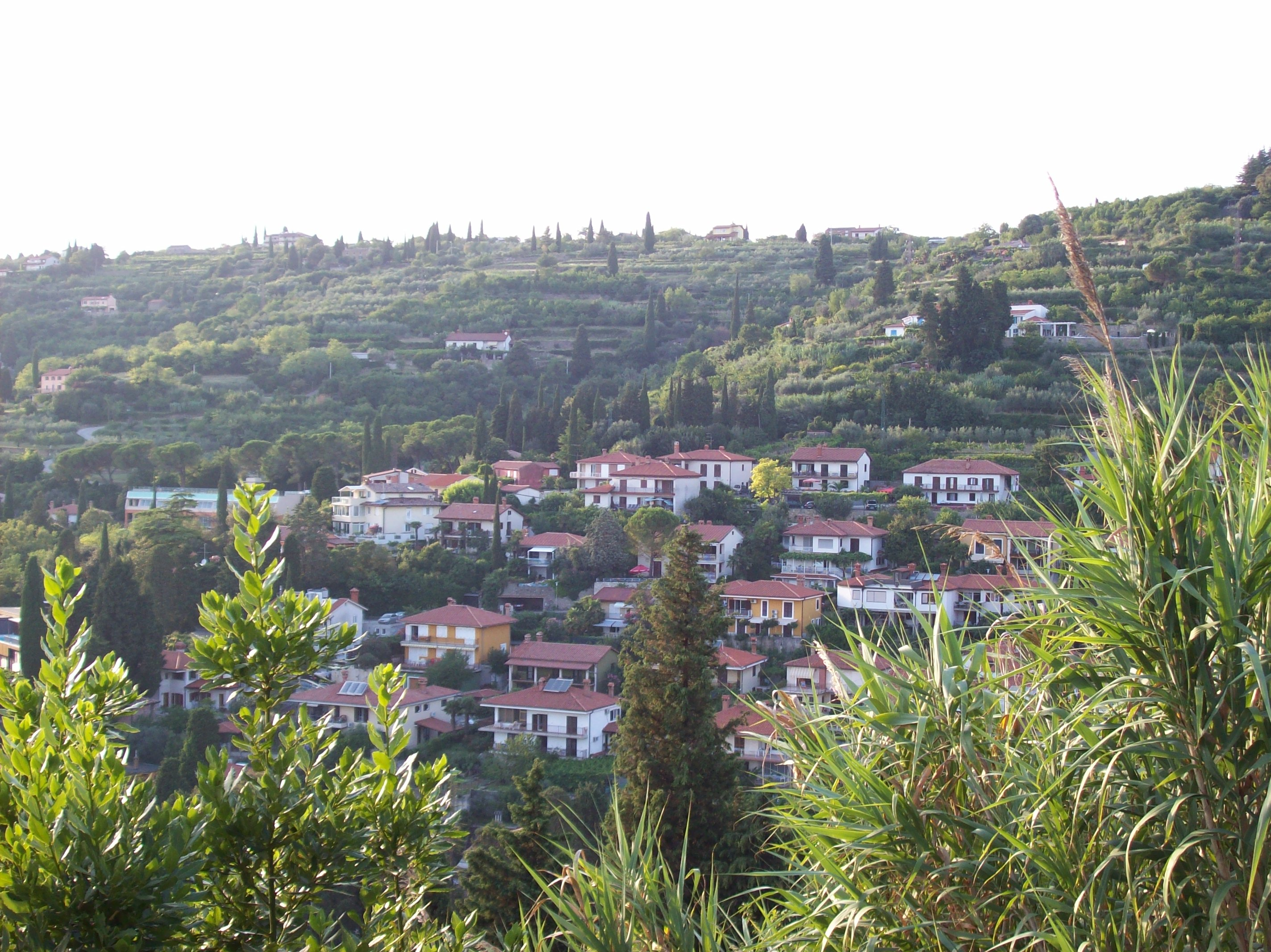
Villas
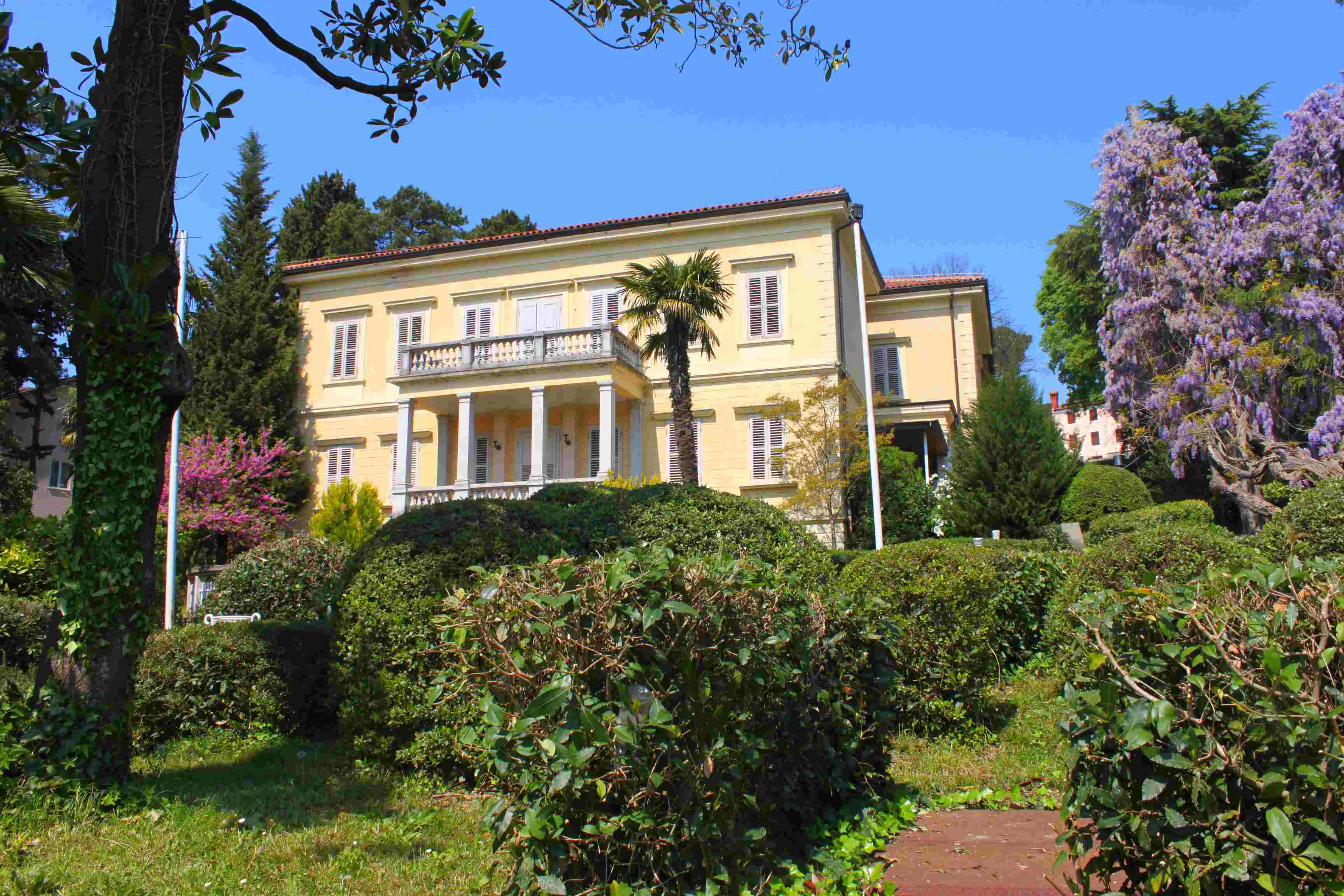
Villa Maria
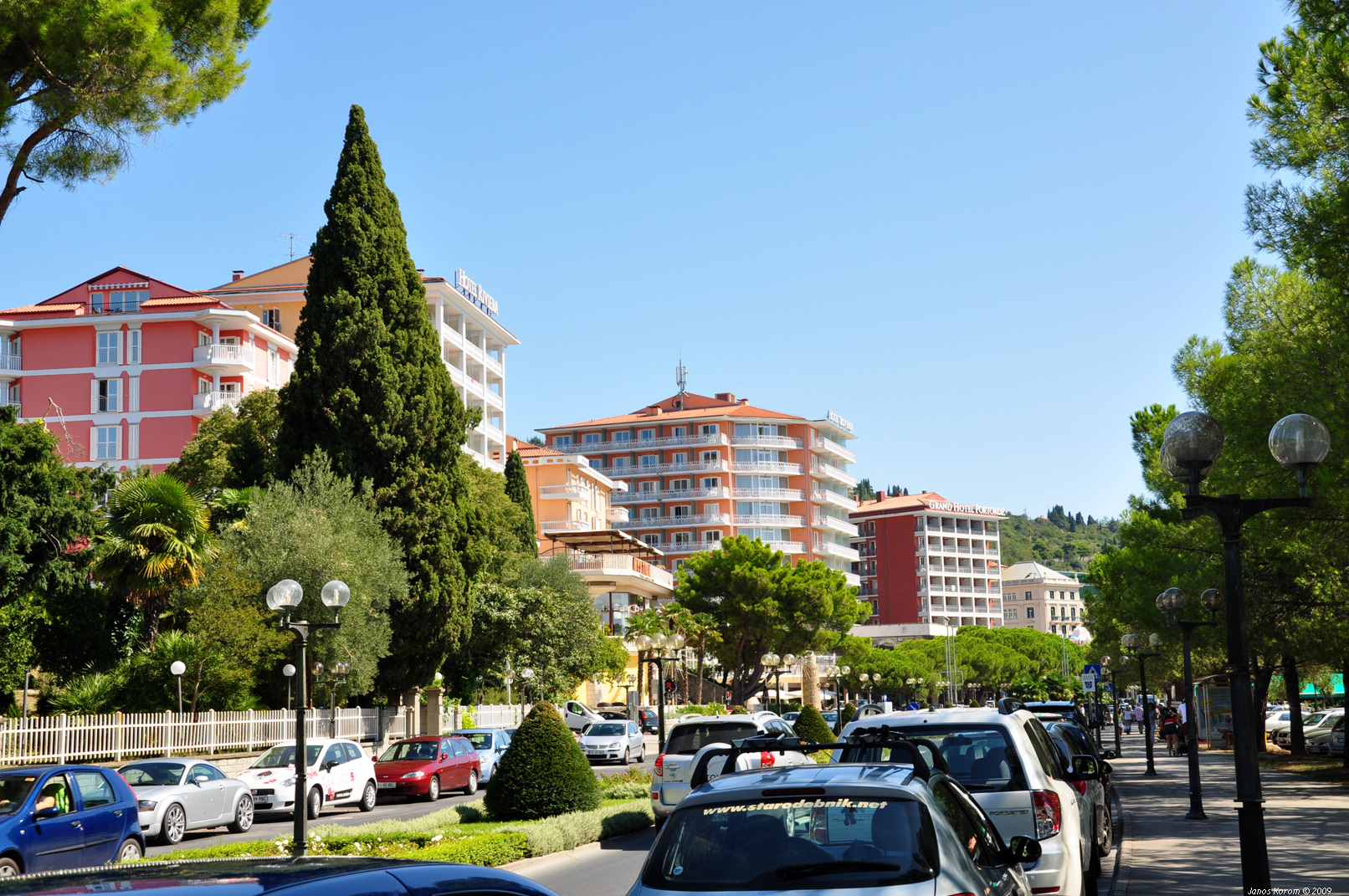
Immeubles modernes